# Грешный Дэви
«Грешный Дэви» (англ. Sinful Davey) — британский приключенческий комедийный детектив режиссёра Джона Хьюстона по автобиографической книге Дэвида Хаггарта «Жизнь Дэвида Хаггарта» (англ. The Life Of David Haggart). Премьера фильма состоялась в феврале 1969 года.

## Сюжет
Дэви Хаггарт стремится пойти по стопам своего отца и стать разбойником с большой дороги. И хорошо бы избежать участи папаши, повешенного в возрасте 21 года за неудачное ограбление герцога Аргайлского. Однажды он и ещё двое бандитов МакНэб и Джин Карлайл совершают дерзкое ограбление и прячутся с добычей в горах Шотландии. Местный констебль Ричардсон предупреждает молодого Дэви, что тот кончит так же, как и отец, однако помогает ему избежать виселицы. Энни, добросердечная сельская девушка, пытается убедить Дэви оставить криминальную жизнь и остепениться.

## В ролях
- Джон Хёрт — Дэви Хаггарт
- Памела Франклин — Энни
- Найджел Дэвенпорт — Ричардсон
- Рональд Фрейзер — МакНэб
- Фидельма Мёрфи — Джин Карлайл
- Роберт Морли — герцог Аргайлский
- Максин Одли — герцогиня Аргайлская
- Фионнула Флэнаган — Пенелопа
- Донал МакКэнн — сэр Джеймс Кэмпбелл
- Аллан Катбертсон — капитан Дуглас
- Эдди Бирн — Йоркширский Билл (англ. Yorkshire Bill)
- Найолл МакДжиннис — коридорный Симпсон (англ. Boots Simpson)
- Ноэль Пёрселл — Мэри
- Франсис Де Вольфф — Эндрю
- Пол Фарелл — бейлиф
- Джеффри Голден — Уордер МакЮэн
- Леон Коллинз — доктор Грешэм

## Съёмочная группа
- Режиссёр-постановщик: Джон Хьюстон
- Сценарист: Джеймс Р. Уэбб
- Продюсер: Уильям Н. Граф
- Композитор: Кен Торн
- Операторы: Эдвард Скейф, Фредди Янг
- Монтажёр: Расселл Ллойд
- Художник-постановщик: Стивен Б. Граймз
- Художник по костюмам: Маргарет Фёрс
- Гримёр: Невилл Смоллвуд
- Звукорежиссёры: Бэзил Фентон Смит, Лесли Ходжсон
- Спецэффекты: Ричард Паркер
- Дирижёр: Кен Торн